# Lagonosticta
Lagonosticta (amaranten)  is een geslacht van zangvogels uit de familie prachtvinken (Estrildidae).

## Soorten
Het geslacht kent de volgende soorten:
- Lagonosticta landanae  – Bleekbekamarant
- Lagonosticta larvata  – Larvenamarant
- Lagonosticta nitidula  – Bruine amarant
- Lagonosticta rara  – Zwartbuikamarant
- Lagonosticta rhodopareia  – Roze amarant
- Lagonosticta rubricata  – Donkerrode amarant
- Lagonosticta rufopicta  – Stippelamarant
- Lagonosticta sanguinodorsalis  – Rotsamarant
- Lagonosticta senegala  – Vuurvink
- Lagonosticta umbrinodorsalis  – Brunels amarant
- Lagonosticta virata  – Kuli-Koro-amarant